# John Handy
John Handy (John Richard Handy III) (Dallas, 1933. február 3. –) amerikai szaxofonos, klarinétos, oboás.

## Pályakép
John Handy az 1950-es években vált ismertté Charles Mingus mellett muzsikálva. Az 1960-as években több együttest is vezetett. Grammy-díj jelöléseket kapott a "„Spanish Lady” és az "„If Only We Knew” című kompozíciója.
Dizzy Gillespie és Thelonious Monk tiszteletére is rögzített albumokat. A fia, John Richard Handy IV (dobos) alkalmanként együtt játszott a Handy-vel.
Zenetörténetet tanított a San Francisco Egyetemen, és a Stanford Egyetemen.

## Lemezek
- In the Vernacular, 1959
- No Coast Jazz, 1960
- Jazz, 1962
- Recorded Live at the Monterey Jazz Festival, 1966
- The 2nd John Handy Album, 1966
- New View, 1967
- Projections, 1968
- Karuna Supreme, 1975
- Hard Work, 1976
- Carnival, 1977
- Where Go the Boats, 1978
- Handy Dandy Man, 1978
- Rainbow, 1980
- Excursion in Blue, 1988
- Centerpiece, 1989
- Live at the Monterey Jazz Festival, 1996
- Live at Yoshi's Nightspot, 1996
- John Handy's Musical Dreamland, 1996